# 荷兰垂耳兔

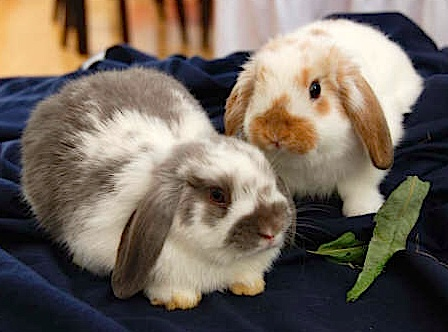
一对两个月大的荷兰垂耳兔

荷兰垂耳兔（英語：Holland lop）是最初由荷兰家兔饲育者阿德里安·德·科克（Adrian de Cock）使用法国垂耳兔和荷兰侏儒兔培育而来的小型家兔品种，它们的特点是发达的肌肉、多变的毛色和下垂的耳朵。1979年，荷兰垂耳兔获得美国兔爱好者联盟 （ARBA） 的认证，此后成为美国和英国著名宠物兔品种之一。

## 历史
1949年，荷兰蒂尔堡的家兔饲育者阿德里安·德·科克（Adrian de Cock）将体型较大的雄法国垂耳兔和体型较小的雌荷兰侏儒兔杂交，希望获得体型最理想的后代。这次实验产下的后代体型过大并最终死亡，参与实验的雌荷兰侏儒兔亦在实验中死亡。德·科克在1951年的实验中改变了思路，使用雌法国垂耳兔和雄荷兰侏儒兔进行杂交。起初他认为这种交配模式是不可行的，因为前者比后者的体型大得多，不过实验的成功超出了他的预期：所有后代的大小正常。次年，他从这批后代中挑选出一只与垂耳性状明显的英国垂耳兔Sooty Fawn进行杂交，希望它们的后代拥有自然下垂的耳朵，最终他获得了1只耳朵下垂，2只耳朵正常，1只耳朵半下垂的后代。此后德·科克将育种目标转为减小荷兰垂耳兔的体重：1955年他培育出了体重3千克以下的荷兰垂耳兔，并在8年后将其体重降低至2千克以内。
1964年，荷兰垂耳兔获得了荷兰家兔饲育者和政府的认可，这促成了它们被引入欧洲其他国家。英国约克郡的家兔饲育者乔治·斯科特（George Scott）将其引进英国，让它们的后代相互杂交，培育出了新品种迷你垂耳兔。1976年，荷兰垂耳兔被引入美国，并在3年后获得美国兔爱好者联盟的认证。现在，荷兰垂耳兔是美国和英国最著名的宠物兔品种之一。

## 健康
英国的一项研究发现，垂耳兔（如荷兰垂耳兔）的牙齿健康状况较差。这项研究指出，与立耳兔相比，垂耳兔患门牙相关疾病（龅牙、上覆齿、门牙过度生长或断裂）的风险比前者高23倍，臼齿过度生长的风险比前者高12倍，臼齿锋利度比前者高13倍，患有齿刺的风险明显比前者高。